# Senta Berger
Senta Berger ([ˈzɛnta ˈbɛʁɡɐ]ⓘ; Wenen, 13 mei 1941) is een Oostenrijks-Duitse actrice en filmproducente. Haar filmcarrière bracht haar in de jaren 1960 uit Oostenrijk via Duitsland naar Hollywood. Na enkele jaren keerde ze terug naar Europa en was te zien in talrijke vooral Italiaanse producties. Vanaf de jaren 1980 trad ze veel op in Duitse televisieseries.

## Biografie
Senta Berger werd in Wenen geboren in 1941. Haar vader was musicus en toen ze vier jaar was trad ze reeds op als zangeresje begeleid door haar vader aan het klavier. Ze volgde later balletlessen en privélessen toneel.
Ze werd in 1957 ontdekt door regisseur Willi Forst en kreeg een eerste kleine filmrol in Die unentschuldigte Stunde. Ze werd aangenomen aan het Max Reinhardt Seminar in Wenen, maar moest deze toneelschool verlaten nadat ze kleine filmrolletjes had aangenomen zonder toelating te vragen aan de directie. In 1958 werd ze het jongste lid van het Weense Theater in der Josefstadt.
De regisseur Bernhard Wicki en de producent Artur Brauner wilden met Senta Berger werken. Brauner engageerde haar voor de film Der brave Soldat Schwejk met Heinz Rühmann. Dat bleek een succes en Brauner produceerde nog verschillende films met Berger, zowel komedies (Es muß nicht immer Kaviar sein, Diesmal muß es Kaviar sein) als misdaadfilms (Das Geheimnis der schwarzen Koffer, Das Testament des Dr. Mabuse).
In 1962 verhuisde Berger naar Hollywood. Ze speelde er hoofdrollen naast onder meer Charlton Heston en Richard Harris (in Major Dundee), Dean Martin (in The Ambushers) , George Peppard en George Hamilton (in The Victors), en John Wayne, Frank Sinatra en Yul Brynner (in Cast a Giant Shadow). Ze was daarnaast ook in Europese films te zien, onder meer aan de zijde van Alain Delon in Diaboliquement vôtre en Tony Randall in Our Man in Marrakesh.
In 1969 keerde Berger terug naar Europa. In de jaren 1970 speelde ze in een aantal Italiaanse films van uiteenlopende aard, maar tegelijk keerde ze terug naar het toneel in Oostenrijk en Duitsland. In 1985/86 speelde ze in de Duitse televisieserie Kir Royal en daarna volgden nog talrijke gastrollen in Duitse en Oostenrijkse televisieproducties.
Ze huwde in 1966 de Duitse arts en filmregisseur Michael Verhoeven. Samen richtten ze de productiemaatschappij Sentana Filmproduktion op. Hun zonen Simon en Luca werden ook filmacteurs.

## Afbeeldingen

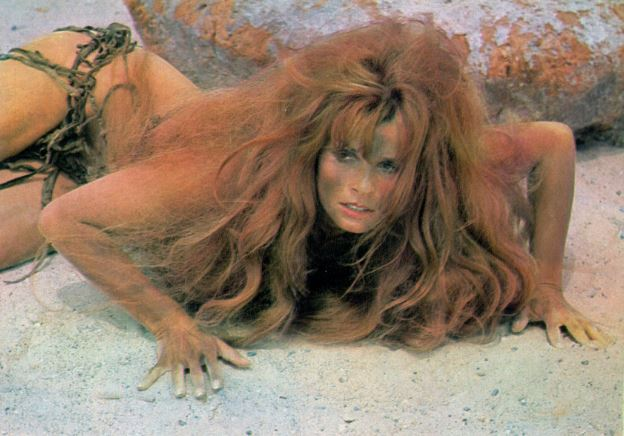
Senta in de Italiaanse film Quando le donne avevano la coda (1970)
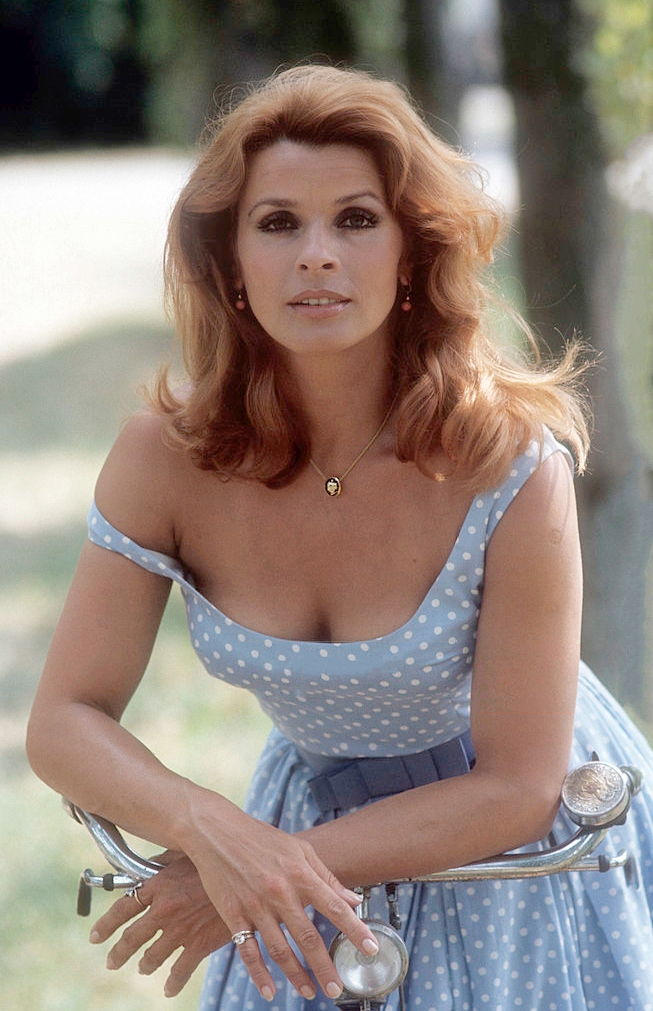
Senta Berger in 1975

## Filmografie (als actrice, selectie)

### Bioscoopfilms
- 1955: Du bist die Richtige
- 1957: Die unentschuldigte Stunde
- 1957: Die Lindenwirtin vom Donaustrand
- 1958: Der veruntreute Himmel
- 1959: The Journey
- 1959: Katia
- 1960: Ich heirate Herrn Direktor
- 1960: Der brave Soldat Schwejk
- 1960: O sole mio
- 1961: The Secret Ways)
- 1961: Das Wunder des Malachias
- 1961: Junge Leute brauchen Liebe
- 1961: Eine hübscher als die andere
- 1961: Immer Ärger mit dem Bett
- 1961: Adieu, Lebewohl, Goodbye
- 1961: Es muß nicht immer Kaviar sein
- 1961: Diesmal muß es Kaviar sein
- 1961: Ramona
- 1962: Das Testament des Dr. Mabuse
- 1962: Das Geheimnis der schwarzen Koffer
- 1962: Frauenarzt Dr. Sibelius
- 1962: Sherlock Holmes und das Halsband des Todes
- 1963: The Victors
- 1963: Kali Yug, la dea della vendetta
- 1963: Kali Yug 2, Il mistero del tempio indiano
- 1963: Jack und Jenny
- 1963: The Waltz King
- 1964: ... e la donna creò l'uomo
- 1965: The Spy With My Face
- 1965: Schüsse im 3/4 Takt
- 1965: Major Dundee
- 1965: The Glory Guys
- 1966: Cast a Giant Shadow
- 1966: Our Man in Marrakesh
- 1966: Poppies Are Also Flowers
- 1966: Lange Beine - lange Finger
- 1966: The Quiller Memorandum
- 1966: Operazione San Gennaro
- 1967: Peau d'espion
- 1967: The Ambushers
- 1967: Diaboliquement vôtre
- 1967: Der grausame Job
- 1967: Paarungen
- 1967: A Thief is a Thief
- 1968: Geier können warten
- 1969: If It's Tuesday, This Must Be Belgium
- 1969: Les Étrangers
- 1969: De Sade
- 1969: Kindheit, Berufung und erste Erlebnisse des Venezianers Giacomo Casanova
- 1970: Cuori solitari
- 1971: Wer im Glashaus liebt...
- 1971: Le saut de l'ange
- 1971: Roma bene - Liebe und Sex in Rom
- 1971: L'amante dell'Orsa Maggiore
- 1971: Ein Fischzug für 300 millionen
- 1971: Die Moral der Ruth Halbfass (ook co-productie)
- 1971: Der Geliebte der großen Bärin
- 1972: Toll trieben es die alten Germanen
- 1972: Quando le donne persero la coda
- 1972: Causa di divorzio
- 1972: Die Moral der Ruth Halbfass
- 1973: Der scharlachrote Buchstabe
- 1973: Reigen
- 1973: Bisturi, la mafia bianca
- 1973: Amore e ginnastica
- 1974: Di mamma non ce n'è una sola
- 1974: L'uomo senza memoria
- 1974: La bellissima estate
- 1975: MitGift
- 1976: La padrona è servita
- 1976: Diary of a Passion
- 1976: Per saldo Mord
- 1976: Signore e signori, buonanotte
- 1976: The Swiss Conspiracy
- 1977: Das chinesische Wunder
- 1977: Cross of Iron
- 1977: Tagebuch einer Leidenschaft
- 1977: Una donna di seconda mano
- 1978: Ritratto di borghesia in nero
- 1979: La giacca verde
- 1980: Speed Driver
- 1982: Die weiße Rose (co-productie)
- 1983: Die Spider Murphy Gang (productie)
- 1985: Fatto su misura
- 1985: Le due vite di Mattia Pascal
- 1985: Die fliegenden Teufel
- 1986: Killing Cars
- 1986: L'ultima mazurka
- 1987: Animali metropolitani
- 1988: Cheeeese
- 1989: Das schreckliche Mädchen (produktie)
- 1990: Tre colonne in cronaca
- 1998: Bin ich schön?
- 2009: Ob ihr wollt oder nicht
- 2010: Satte Farben vor Schwarz
- 2012: Zettl
- 2012: Ruhm
- 2016: Willkommen bei den Hartmanns
- 2017: Die Häschenschule – Jagd nach dem Goldenen Ei (alleen stem)
- 2022: Die Häschenschule – Der große Eierklau
- 2022: Oskars Kleid
- 2023: Weißt du noch

### Televisie

#### Televisiefilms
- 1964: Ein schöner Herbst
- 1964: See How They Run
- 1968: Istanbul Express
- 1968: Babeck (driedeler)
- 1974: Frühlingsfluten
- 1975: Die Verschwörung des Fiesco zu Genua
- 1977: Abschiede – Drei Szenen aus Wien um 1900
- 1979: Ein seltsames Spiel
- 1981: Der Traum ein Leben
- 1981: Dantons Tod
- 1982: Die Entscheidung
- 1983: Liebe Melanie
- 1984: Notti e nebbie
- 1984: La stagione delle piogge
- 1992: Sie und Er
- 1994: Gefangene Liebe
- 1995: Mein Sohn ist kein Mörder!
- 1997: Die Nacht der Nächte
- 1997: Kap der Rache
- 1997: Lamorte
- 1998: Mammamia
- 1998: Liebe und weitere Katastrophen
- 1999: Mit fünfzig küssen Männer anders
- 1999: Rosamunde Pilcher – Das große Erbe
- 2000: Zimmer mit Frühstück
- 2000: Trennungsfieber
- 2000: Scharf aufs Leben
- 2000: Probieren sie’s mit einem Jüngeren
- 2002: Bis dass dein Tod uns scheidet
- 2004: Die Konferenz
- 2005: Einmal so wie ich will
- 2005: Emilia – Die zweite Chance
- 2005: Emilia – Familienbande
- 2006: Nette Nachbarn küsst man nicht
- 2009: Schlaflos
- 2009: Frau Böhm sagt Nein
- 2009: Mama kommt!
- 2011: In den besten Jahren
- 2012: Operation Zucker
- 2012: Hochzeiten
- 2013: Just Married – Hochzeiten zwei
- 2013: Und alle haben geschwiegen
- 2013: Willkommen auf dem Land
- 2014: Almuth und Rita
- 2014: Altersglühen – Speed Dating für Senioren
- 2014: Frauen verstehen
- 2016: Die Hochzeit meiner Eltern
- 2016: Almuth und Rita – Zwei wie Pech und Schwefel
- 2020: Martha und Tommy
- 2021: An seiner Seite

#### Televisieseries
- 1963: Disney - Land (2 afleveringen)
- 1964: Bob Hope Presents the Chrysler Theatre (1 aflevering)
- 1964: The man from U.N.C.L.E. (aflevering 1x08)
- 1968: The Name of the Game (1 aflevering)
- 1968: It Takes a Thief (afleveringen 1x01, 3x05)
- 1968: Babeck (driedelige tv-serie)
- 1972: Tatort - Kressin und der Mann mit dem gelben Koffer
- 1975: Krempoli -Ein Platz für wilde Kinder (1 aflevering)
- 1981: Die priwalov'schen Millionen (6 afleveringen)
- 1986: Kir Royal (televisieserie)
- 1989: Peter Strohm (aflevering 1x06)
- 1989: Quattro storie di donne (1 aflevering)
- 1989: Oceano (6 afleveringen)
- 1990: La belle Anglaise (1 aflevering)
- 1992: Lilli Lottofee (6 afleveringen)
- 1994-1996: Ärzte - Dr. Schwarz und Dr. Martin (televisieserie, 8 afleveringen)
- 1995: Kommissar Rex (aflevering 2x05)
- 2002-2019: Unter Verdacht (30 afleveringen)
- 2004: Die schnelle Gerdi (televisieserie, 12 afleveringen)
- 2008-2009: Four Seasons (televisieserie)
- 2011: Liebe am Fjord - Das Ende der Eiszeit
- 2011-2014: Unter Verdacht (televisieserie)
- 2013: Geschichten der Schönheit (2 afleveringen)
- 2018: Kleine Sünden (1 aflevering)
- 2018: Pastewka (1 aflevering)

## Luisterboeken en hoorspelen
- 1966: Dolce Vita im Alten Rom (met Hannes Messemer, Richard Münch, Marcel André) Electrola SME 80 992
- 1988: 125 Jahre SPD – Das weiche Wasser bricht den Stein. (met Albert Mangelsdorff, Willy Brandt, Heinz Rudolf Kunze, Götz George; geproduceerd voor partijleden) CLUB-OSCAR F 670.130
- 1996: Maria durch ein Dornwald ging. Weihnachten mit Senta Berger. Calig (Koch International)
- 2000: Die schöne Magelone. Johannes Brahms, Ludwig Tieck, Teldec 8573-80915-2.
- 2001: Liebe und dennoch. Alfred Polgar, Kein & Aber Records. ISBN 978-3-0369-1103-8.
- 2002: Acht Jahreszeiten. Vivaldi. Piazolla. Eine lyrische Reise. Random House Audio. ISBN 978-3-89830-370-5.
- 2004: Meine schönsten Weihnachtsgeschichten. Diverse auteurs, Kein & Aber Records, ISBN 978-3-0369-1149-6.
- 2004: Alles, was hier geschah, war unfassbar: Senta Berger liest Texte zur Verfolgung der Sinti und Roma im Nationalsozialismus. Romani Rose (Hrsg.), Documentatie- en cultureel centrum Deutscher Sinti und Roma. ISBN 978-3-929446-15-9.
- 2005: Mozart. Eine Biographie. Martin Geck, Deutsche Grammophon Literatur / Universal Music
- 2005: Fräulein Else. Arthur Schnitzler, Random House Audio. ISBN 978-3-89830-966-0.
- 2005: Liebesgeschichten. Robert Walser, Kein & Aber Records. ISBN 978-3-0369-1164-9.
- 2006: Alice im Wunderland. Lewis Carroll, Kein & Aber Records. ISBN 978-3-0369-1166-3.
- 2006: Der Zauberer von Oz. Lyman Frank Baum, Random House Audio. ISBN 978-3-86604-184-4.
- 2006: Mozart. Ein Wunderkind auf Reisen. Sanne de Bakker, Random House Audio. ISBN 978-3-86604-105-9.
- 2007: Der weiße Knochen. Barbara Gowdy, Brigitte Hörbuch-Edition. ISBN 978-3-86604-524-8.
- 2007: Arthur Schnitzler: Eine Einführung in Leben und Werk Argon Verlag. ISBN 978-3-86610-394-8.
- 2009: Der Leviathan. Joseph Roth, Diogenes. ISBN 978-3-257-80258-0.
- 2009: Ein Platz auf dem Walfisch. Amelie Fried en Uwe-Michael Gutzschhahn (Hrsg.), Random House Audio. ISBN 978-3-8371-0170-6.
- 2010: Mit der Reife wird man immer jünger. (gelezen met Michael Verhoeven) Hermann Hesse, Der Hörverlag. ISBN 978-3-86717-436-7.
- 2010: Mein großes FamiliensonntagsFrühstücksVorlesebuch. Diverse auteurs, Herder. ISBN 978-3-451-31602-9.
- 2011: Sklavenkind. Urmila Chaudhary, audio media verlag. ISBN 978-3-86804-183-5.
- 2012: Meine Lieblingsmärchen der Gebrüder Grimm. Deutsche Grammophon Literatur / Universal Music
- 2013: Betthupferl. Fantastische Gutenachtgeschichten. Der Hörverlag.
- 2014: Bis auf die Knochen: Die größten Blamagen der Weltliteratur. lit.COLOGNE, Random House Audio. ISBN 978-3-8371-2354-8.
- 2015: Orson Welles. Ein Puzzle. Thomas von Steinaecker, Regie: Claudia Kattanek.
- 2017: Die Häschenschule – Jagd nach dem Goldenen Ei. Hortense Ullrich, Silberfisch. ISBN 978-3-86742-317-5.
- 2017: Mutters Courage. George Tabori, Der Audio Verlag. ISBN 978-3-7424-0223-3.
- 2017: Tonio Kröger. Thomas Mann, Der Hörverlag. ISBN 978-3-8445-2557-1.
- 2018: Lange Liebe – Vom Glück des Zusammenbleibens. (persoonlijke herinnering Sein Herz) Antonia Meiners, BonneVoice. ISBN 978-3-945095-23-2.

## Discografie

### Singles
- 1966: Single Girl / Und das alles soll ich dir verzeih’n (Electrola E 23 432)
- 1966: Für Romantik keine Zeit / Music and Memories (Electrola E 23 433)
- 1968: Vergiss mich wenn du kannst (soundtrack uit Babeck, voor het eerst uitgebracht in 1998 op de CD Peter Thomas: Moonflowers & Mini-Skirts) (Marina MA 39)
- 1972: Tema Di Fela (Tema dal film “L’Amante dell’Orsa Maggiore”) / Adamo Ed Eva (Ricordi – SRL 10.663)
- 1989: Freundin / Ein einziger Abend (gezongen titelmelodie van Die schnelle Gerdi) (CBS 494)
- 1989: Ich liebe dich / Ich bring’ dir’s bei (promosingle, CBS PRO 515)
- 1989: Ein einziger Abend / Taxi (CBS 655345 7)

### Albums
- 1987: Hits des Jahrhunderts – Musikalischer Rückblick zum 100. Geburtstag der Schallplatte. O.a. met Lili Marleen, gezongen door Senta Berger. (alleen op de 2 LP, Ariola 303-075-503)
- 1989: Wir werden seh’n… (CBS 462586 1)

## Onderscheidingen
Tot de talrijke prijzen en onderscheidingen die Senta Berger heeft ontvangen behoren:
- 1987 Deutscher Darstellerpreis voor haar rol in Kir Royal
- 1999 Orde van Verdienste van de Bondsrepubliek Duitsland (Bundesverdienstkreuz erster Klasse)
- 2010 Gouden Camera (Goldene Kamera von Hörzu) als beste Duitse actrice voor haar rollen in de televisiefilms Frau Böhn sagt Nein en Schlaflos
- 2014 Deutsche Schauspielerpreis voor haar ganse carrière
- 2021 CineMerit Award, oeuvreprijs van het Filmfestival van München